# 塔巴林寺 (定日县)
塔巴林寺，位于西藏自治区日喀则市定日县曲当乡严曲村，是一座藏传佛教寺院。截至2000年，塔巴林寺共有僧人15人，负责人为金巴曲扎。